# آلونزو چرچ
آلونزو چرچ (۱۴ جون ۱۹۰۳ – ۱۱ اوت ۱۹۹۵) یک ریاضی‌دان و منطق‌دان آمریکایی بود که اصلی‌ترین مشارکت‌ها را در زمینهٔ منطق ریاضی و پایه‌های علوم رایانه نظری داشت. او بیشتر برای محاسبات لاندا، تز چرچ-تورینگ، اثبات تعیین‌ناپذیری مسئله توقف، هستی‌شناسی فرگه-چرچ و قضیه راسر-چرچ معروف می‌باشد.

## زندگی
آلونزو چرچ در تاریخ ۱۴ جون ۱۹۰۳ واشینگتن، دی. سی. متولد شد. ساموئل رابینز چرچ، پدر آلونزو، قاضی دادگاه شهری ناحیه کلمبیا بود اما بعد از آنکه شغلش را بخاطر مشکلات بینایی از دست داد، همگی به ویرجینیا نقل مکان کردند. به کمک عمویش که او هم آلونزو چرچ نامیده می‌شد، به مدرسه پسرانهٔ ریجفیلد در ریجفیلد، کنتیکت رفت. بعد از فارغ‌التحصیلی از آنجا در سال ۱۹۲۰، چرچ به دانشگاه پرینستون رفت. او در آنجا دانشجویی استثنایی بود به‌طوری‌که اولین مقاله‌اش را در مورد تبدیل لورنتس به چاپ رساند و در سال ۱۹۲۴ در رشتهٔ ریاضیات فارغ‌التحصیل شد. او در پرینستون ماند و تحت نظر اوزوالد وبلن در عرض سه سال دکترا خود را در ریاضیات گرفت.
وی در سال ۱۹۲۵ با مری جولیا کوکزینسکی ازدواج کرد و صاحب سه فرزند به نام‌های آلونوز چرچ پسر (متولد ۱۹۲۹)، مری آن (متولد ۱۹۳۳) و میلدرد (متولد ۱۹۳۸) شد.
بعد از دریافت دکترا، استاد دانشگاه شیکاگو شد و فلوشیپ دوسالهٔ شورای ملی پژوهش ایالات متحده آمریکا را دریافت کرد. این امر به او اجازه داد تا در سال‌های ۱۹۲۷ الی ۱۹۲۸ به دانشگاه هاروارد و سال بعدش به دانشگاه گوتینگن و دانشگاه آمستردام برود. چرچ از سال ۱۹۲۷ الی ۱۹۶۷ در دانشگاه پرینستون و از سال ۱۹۶۷ الی ۱۹۹۰ در دانشگاه کالیفرنیا، لس‌آنجلس فلسفه و ریاضی درست می‌داد. وی در سال ۱۹۶۹ از دانشگاه کیس وسترن رزرو، در سال ۱۹۸۵ از دانشگاه پرینستون دکترای علم افتخاری گرفت. دانشگاه ایالتی نیویورک در بوفالو در سال ۱۹۹۰ همایشی بین‌المللی را به افتخار او و با برنامه‌ریزی جان کرکوران برگزار کرد.
وی فردی بسیار مذهبی بود و تا آخر عمر عضو کلیسای پرسبیتری ماند.
آلونزو چرچ در ۱۱ اوت ۱۹۹۵ مرد و در گورستان پرینستون دفن شد.

## دستاورد ریاضی
چرچ برای دست‌آوردهای زیر معروف است:
- اثبات کردن اثبات تعیین‌ناپذیر بودن مسئله توقف، که برای مشخص کردن درستی گزاره‌های مطلق در نظریهٔ ریاضیات به مسئله تصمیم نیاز دارد. این اثبات به قضیه چرچ معروف است.
- محاسباتش که به تز چرچ-تورینگ معروف است.
- پایه‌گذاری و ویراستاری ژورنال منطق نمادین، تا ۱۹۷۹ بخش بررسی را ویراش می‌کرد.
- ایجاد محاسبات لاندا.

محاسبات لاندا از مقالهٔ ۱۹۳۶ وی گرفته شده‌است که در آن به غیرقابل حل بودن مسئله توقف پرداخته بود. این مقاله قبل از کار مشهور آلن تورینگ ینی مسئله مکی‌دار، که آن هم وجود یک مسئله غیرقابل حل از طریق معانی ریاضی را ثابت می‌کرد، منتشر شد. بعدها تورینگ و چرچ نشان دادند که محاسبات لاندا و ماشین تورینگ، که در مسئله مکی‌دار استفاده شده بود، هم‌ارز بوده و متعاقباً چند «فرایند ماشینی محاسبه» دیگر را اثبات کردند. این نتایج به تز چرچ-تورینگ شناخته می‌شوند.
محاسبات لاندا بر طراحی زبان برنامه‌نویسی لیسپ و به‌طور کلی زبان‌های برنامه‌نویسی تابعی تأثیرگذار بود.
کدگذاری چرچ به افتخار وی نام‌گذاری شده‌است.

## کتاب‌ها
- مقدمه‌ای بر منطق ریاضی،[۵] آلونزو چرچ.[۶]
- محاسبات تبدیل-لاندا،[۷] آلونزو چرچ.[۸]
- کتاب‌شناسی منطق نمادین، ۱۹۳۵–۱۶۶۶،[۹] آلونزو چرچ.
- منطق، معنی و محسابه: مقاله‌ای به یاد آلونزو چرچ،[۱۰] آنتونی اندرسون، مایکل زلنی.